# 曾广方
曾广方（1902年—1979年），字兢生，男，广东中山人，中国天然药物化学家，曾任中国科学院上海药物研究所研究员，中国药学会理事长，药典委员会委员。